# Francesco Ranieri Martinotti
Francesco Ranieri Martinotti (* 10. März 1959 in Rom) ist ein italienischer Filmregisseur und Drehbuchautor.

## Leben
Ranieri Martinotti schloss in Rechtswissenschaften ab und begann beim Film mit einem ausgezeichneten Drehbuch, das er eigentlich für eine Fernsehinszenierung geschrieben hatte, Singolo, im Jahr 1989. Er führte selbst Regie und gab auch mit seinen Beiträgen für I taràsacchi im Folgejahr, für den er Sequenzen aus dem Leben eines Drogenabhängigen inszenierte, ein beeindruckendes Debüt als vielversprechendes Talent. 1993 unternahm er den nicht einfachen Versuch, Stimmung und Personal aus klassischen Film-noir-Werken in die Ödnis der Emilia-Romagna (nach Misano Adriatico und Riccione) zu transferieren. Abissinia wurde mit dem David di Donatello für die beste Erstlingsregie ausgezeichnet. Ein weiterer David, diesmal für den besten Produzenten, folgte 1997 für den von Ranieri Martinotti geschriebenen und finanzierten Cresceranno i carciofi a Mimongo.
1999 stand eine Verfilmung eines Romans von Niccolò Ammaniti an, Branchie. Die Zusammenarbeit mit Produzent Mauro Bernardi führte zur Mitarbeit beim Kollektiv-Dokumentarfilm Un altro mondo è possibile 2001 und später bei Genova. Per noi. Erst 2006 drehte Ranieri Martinotti wieder einen Spielfilm: in Neapel entstand Ti lascio perché ti amo troppo. Die außergewöhnlichen Bilder von Kameramann Alessandro Siani waren auch 2009 bei La seconda volta non si scorda mai bemerkenswert, in dem Elisabetta Canalis die weibliche Hauptrolle innehatte.
Seither kümmerte sich Ranieri Martinotti um Festival (wie das von ihm begründete France Odeon) und um die Giornate degli autori in Venedig. Er gehörte zur European Film Academy und gab ein Interview-Buch heraus, in dem Mario Monicelli über sein reiches Schaffen und sein Leben Auskunft gibt. Zwei weitere Dokumentarfilme entstanden 2012 und 2015.

## Filmografie (Auswahl)
- 1989: Singolo
- 1990: I taràsacchi (Ko-Regie)
- 1993: Abissinia
- 1999: Branchie
- 2006: Ti lascio perché ti amo troppo
- 2009: La seconda volta non si scorda mai
- 2015: Il segreto di Otello (Dokumentarfilm)